# Tabernaemontana mocquerysii
Tabernaemontana mocquerysii là một loài thực vật có hoa trong họ La bố ma. Loài này được Aug.DC. miêu tả khoa học đầu tiên năm 1901.